# 三屋裕子
三屋裕子（1958年7月29日—），福井县胜山市出身，是一名日本前女子排球运动员。她在1984年夏季奥林匹克运动会中，参加了女子排球比赛并获得铜牌。身高177CM。現任日本籃球協會主席。